# Zengtian, Guangdong
Zengtian är en köping i sydöstra Kina. Den ligger i Dongyuan härad i staden Heyuan i provinsen Guangdong, omkring 200 kilometer nordost om provinshuvudstaden Guangzhou. Antalet invånare är 16 100. Befolkningen består av 7 877 kvinnor och 8 223 män. Barn under 15 år utgör 21,0 %, vuxna 15-64 år 66 %, och äldre över 65 år 12,0 %.